# Stanislav Václav Klíma
Stanislav Václav Klíma, též Stanislav V. Klíma (22. říjen 1895 Sobědraž - 11. červenec 1965 Praha) byl český novinář, diplomat a překladatel z angličtiny.

## Život
Narodil se v rodině kameníka Jana Klímy a jeho manželky Anny, rozené Smolové.
Vystudoval soukromou obchodní školu v Praze. V roce 1913 odjel do Spojených států amerických, kde pracoval v Chicagu jako novinář v redakci českých novin Svornost. V roce 1917 pak přešel do vojenské kanceláře Českého národního sdružení. V závěru první světové války bojoval na frontě v jednotkách československých legií ve Francii. Po skončení války pracoval nějakou dobu v Československé národní radě v Paříži a v Kanceláři Čechoslováků amerických v Praze. V roce 1919 odjel jako pracovník Československé tiskové kanceláře do Washingtonu. V letech 1920-1922 studoval na School of Diplomacy and Jurisprudence of the American University v New Yorku. Od roku 1922 pracoval jako zaměstnanec československého ministerstva zahraničních věcí. S výjimkou let druhé světové války působil ve službách ministerstva a to v New Yorku a Washingtonu (USA), v Ottawě (Kanada) a v Praze. V roce 1951 odešel do invalidního důchodu. Poté pracoval v letech 1953-1954 externě pro Památník národního písemnictví a v letech 1957-1960 pro Ústav pro českou literaturu Československé akademie věd.
Syn Stanislav Václav Klíma (*1927) je hudební historik a spisovatel, překladatel z angličtiny.

## Překlady z angličtiny
Překládal především americké společenské romány U. Sinclaira a na dobrodružnou a detektivní literaturu (James Fenimore Cooper, O. Henry, Jack London, F. Van Wyck Mason, Herman Melville, Irving Stone).

### Přeložená díla
- James Fenimore Cooper: Lovec jelenů (The Deerslayer; román, Praha, J. R. Vilímek 1928)
- James Fenimore Cooper: Stopař (The Pathfinder; román, Praha, J. R. Vilímek 1934; G. Petrů 1942)
- O. Henry: Zpověď humoristova a jiné povídky (výbor povídek, Praha, Melantrich 1972)
- O. Henry: Vrtkavá štěstěna aneb jak se Gladys činila a jiné povídky (výbor povídek, Praha, Melantrich 1981)
- O. Henry: Jaro na jídelním lístku (výbor povídek, Praha, Práce 1988, + Jiří Josek, Luba Pellarová, Rudolf Pellar, Arnošt Schulz, A. J. Šťastný)
- O. Henry: Harlemská tragédie a jiné povídky (výbor povídek, Ostrava-Poruba, Vydavatelský dům Morava [1995])
- O. Henry: Paměti žlutého psa a jiné povídky (výbor povídek, Ostrava-Poruba, Vydavatelský dům Morava [1995])
- Jack London: Jerry z ostrovů (Jerry of the Islands; román, Praha, Toužimský a Moravec 1938; Praha, Toužimský a Moravec 1991)
- Jack London: Joe mezi piráty (The Cruise of the Dazzler; román, Praha, Toužimský a Moravec 1938; Praha, Mladá fronta 1969; Praha, Mladá fronta 1977; Praha, Toužimský a Moravec 1991; Praha, Magnet-Press 1991)
- Jack London: Michal, bratr Jerryho (Michael, Brother of Jerry; román, Praha, Toužimský a Moravec 1939; Praha, Toužimský a Moravec 1991)
- F(rancis) Van Wyck Mason: Tři přístavy (Three Harbors; román, Praha, Václav Petr 1941)
- Herman Melville: Bílá velryba (Moby Dick, or the White Whale; román, Praha, Družstevní práce 1947, spolu s Marií Kornelovou; Praha, SNKLHU 1956, další vydání tohoto překladu: Praha, Odeon 1968; Praha, Odeon 1975; Praha, Moby Dick 1996)
- Sinclair Lewis: Alkohol (The Wet Parade; román, Praha, Družstevní práce 1933)
- Sinclair Lewis: Boston (Boston; román, Praha, Družstevní práce 1928)
- Sinclair Lewis: Jsem tesař (They Call Me Carpenter; román, Praha, Komunistické knihkupectví a nakladatelství 1923; jako Nazývají mne tesař, Ústřední dělnické nakladatelství a knihkupectví Antonín Svěcený 1923)
- Sinclair Lewis: Kapitán průmyslu (A Captain of Industry, Being the Story of a Civilized Man; román, in: Kapitán průmyslu, Praha, Družstevní práce 1928)
- Sinclair Lewis: Město v horách (Mountain City; román, Praha, Družstevní práce 1930, + Zdeněk Vančura)
- Sinclair Lewis: Metropole (The Metropolis; román, Praha, V. Petr 1926; Praha, Družstevní práce 1932)
- Sinclair Lewis: Otroctví (Manassas; román, Praha, Družstevní práce 1930)
- Sinclair Lewis: Petrolej! (Oil!; román, Praha, Družstevní práce 1927; Praha, Družstevní práce 1929; Praha, Družstevní práce 1931)
- Sinclair Lewis: Pouť lásky (Love's Pilgrimage; román, Praha, Družstevní práce 1931)
- Sinclair Lewis: Princ Hagen (Prince Hagen: A Phantasy; román, Praha, Družstevní práce 1928)
- Sinclair Lewis: Přírodní žena (The Natural Woman; D, in: Utajované zlo, Praha, Družstevní práce 1931)
- Sinclair Lewis: Římský svátek (Roman Holiday; román, Praha, Družstevní práce 1932)
- Sinclair Lewis: Sylvie (Sylvia; román, Praha, Družstevní práce 1928)
- Sinclair Lewis: Sylviino manželství (Sylvia's Marriage; román, Praha, Družstevní práce 1928)
- Sinclair Lewis: Utajované zlo (Damaged Goods; román [podle hry Eugéna Brieuxe Les Avariés], in: Utajované zlo, Praha, Družstevní práce 1931)
- Irving Stone: Námořník na koni. Život Jacka Londona (Sailor on Horseback; román, Praha, Toužimský a Moravec 1941; revidované vydání Praha, Toužimský a Moravec 1947)[2]